# 아베 마사아키라
아베 마사아키라(일본어: 阿部正瞭, 1813년 9월 14일 ~ 1838년 7월 3일)는 에도 시대의 다이묘로, 시라카와번의 3대 번주이다. 어릴적 이름은 마스노스케(益之助)이며, 관위는 종5위하, 노토노카미이다.
미카와 요시다 번주 마쓰다이라 노부아키라의 아홉 번째 아들로 태어났다. 어릴적부터 총명한 것으로 알려졌으며, 1831년, 시라카와 번의 2대 번주인 아베 마사아쓰가 은거하자 그의 양자로 들어가 그 뒤를 이었다. 덴포 대기근 때 니시고(西郷) 지방에 극심한 흉년이 들어 아사자가 늘자, 시라카와의 거상들에게 농민 구제를 위한 금전, 곡물의 헌납을 요청하였고, 이에 가와사키 야스케가 솔선하여 구휼 사업을 폄으로써 기근이 어느 정도 구제되었다. 1836년에는 소자반에 임명되었고, 이듬해 지샤부교를 겸직하는 등 장래가 촉망되었으나, 1838년 음력 5월 12일, 26세의 나이로 요절하였다. 슬하에 3남 1녀가 있었으나, 번주직은 양자인 아베 마사카타가 계승하였다.